# 伊尼戈·阿里斯塔 (潘普洛納)

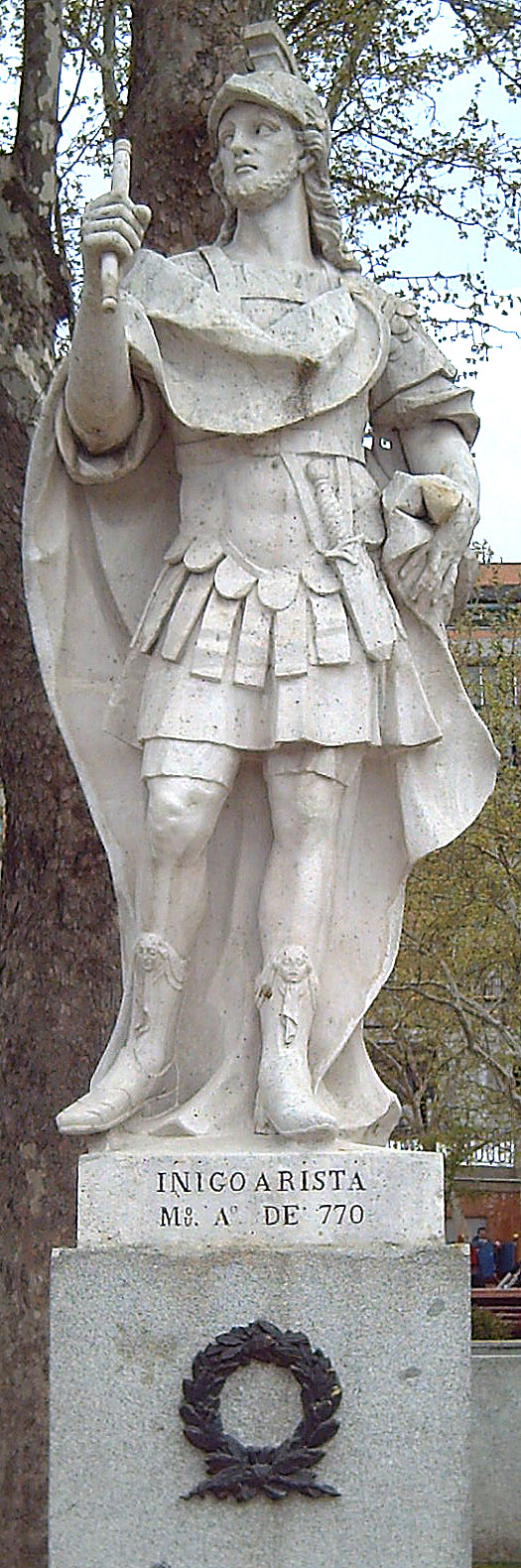
位於馬德里的雕像（何塞·歐尼亞特在1750-1753年的作品）。

伊尼戈·阿里斯塔（西班牙語：Íñigo Arista，阿拉伯语：‎，羅馬化：Wannaqo；約790年—851年或852年）是一個巴斯克領導者，被視為是第一任潘普洛納國王。据史料记载，他被認為在816年打敗當地的法蘭克豪強後，崛起成為顯著人士，而他的統治通常標示為從824年的打敗一支加洛林軍隊不久後開始。他於840年起身叛變科尔多瓦埃米爾國直到他於將近十年後去世，這段事蹟是他被史學者所首次紀錄到的歷史。而被記錄為國家的建立者，则是在10世紀，彼时他的綽號为「阿里斯塔」， 该名称源自巴斯克語的“Aritza”（“Haritza”或“Aiza”，字面上是「橡樹」，意思是有彈性的）或是拉丁語的“Aresta”（意为“重要的”）。

## 身世
伊尼戈·阿里斯塔的身世是模糊的。甚至關於他父親的的姓名也是眾說紛紜。一份保存於莱雷（Leyre）修道院的憲章描述他為Enneco ... filius Simeonis（伊尼戈，希梅諾的兒子）而另一份莱雷的文件報告了一份訃告：“Enneco Garceanes, que fuit vulgariter vocas Areista”（伊尼戈·加爾塞斯，加西亞的兒子，通常被稱作為阿里斯塔）。許多後來的歷史學家皆選擇這兩者中的其一來作闡述，但由於後世毀壞與偽造的可能性，這兩種說法的真實性皆是存疑的。11世紀的史學者伊本·哈扬稱呼他與他的弟弟皆是“ibn Wannaqo”（阿拉伯语：‎, 伊尼格斯），而烏德里（稱呼為“ibn Yannaqo”）指出他的父親同樣名叫伊尼戈。 羅德里哥·希梅內斯·德拉達（約1170年–1247年）說伊尼戈·阿里斯塔曾經是比戈尔伯爵，或者最少是來自於此處，但是並沒有其他接近當代時的證據。 據推測，伊尼戈·阿里斯塔是加西亞·希梅內斯的親戚，加西亞·希梅內斯於8世紀晚期繼承他的父親「強壯的」希梅諾，抵禦加洛林王朝向巴斯科尼亞的擴張。第二個潘普洛納君主的王朝希梅納可能是取代他的家族，通常也被說與他有關。
伊尼戈母親的名字是未知的（有時她被稱為歐內卡Oneca，沒有根據）但是可以知道他也嫁給了當地的穆瓦拉德人穆薩·伊本·弗頓·伊本·卡希領主，他們生下了兒子穆薩·伊本·穆薩·伊本·卡希。 這個較年幼的穆薩後來成為卡希家族的首領，圖德拉的統治者，以及是埃布羅河河谷的主要領主之一。由於這一層的關係，伊尼戈與他的親戚頻繁的與穆薩·伊本·穆薩進行結盟，並且這個關係讓伊尼戈得以在大範圍的庇里牛斯山谷增長他的影響力，並且也可作為因叛亂而導致潘普洛納與埃米爾國決裂的手段。

## 崛起為強人
伊尼戈的家族透過與法蘭克人及科尔多瓦人的爭鬥來取得權力，影響著伊比利北部。799年，親法蘭克的刺客暗殺了潘普洛納的行政長官穆塔里夫·伊本·穆薩，他可能是穆薩·伊本·穆薩·伊本·卡希（更甚之加上伊尼戈）的兄弟。伊本·哈扬的報告稱在816年，阿卜杜·卡里姆·伊本·阿卜杜·瓦利德·伊本·穆蓋特發起一波軍事行動對抗親法蘭克的「真主的敵人」加斯科的韋拉斯科（阿拉伯语：‎，Balašk al-Ŷalašqī）潘普洛納的主人（阿拉伯语：‎），他聚集了基督徒與異教徒的門派。阿卜杜·卡里姆加上加西亞·洛佩斯（阿斯圖里亞斯的阿方索二世的親戚）、「潘普洛納的戰士／騎士」桑喬及異教徒戰士「薩爾坦」（Ṣaltān），和韋拉斯科戰鬥了三日，最後親科尔多瓦的一方打敗了他們的敵人，並殺了韋拉斯科。此次的擊敗親法蘭克軍隊讓反法蘭克的伊尼戈能夠擁有實力。在820年，伊尼戈被認為已入侵阿拉贡伯国，將從屬法蘭克的伯爵阿斯納·加林德斯一世驅逐，並將伯國轉交給加西亞·加林德斯（壞心的），他在之後成為伊尼戈的女婿。在824年，一支由阿耶布盧斯及阿斯納·桑切斯伯爵帶領的加洛林軍隊，發起一場對付潘普洛納的遠征，但在龍塞斯瓦列斯隘口戰役 (824年)|第二次龍塞斯瓦列斯隘口戰役]]遭到擊敗。傳統上，此次戰役的勝利被視為是導致伊尼戈加冕為「潘普洛納國王」的原因，但是沒有直接的證據證明他有參與這場戰役以及此後的加冕事件，並且阿拉伯的史學者記錄他的頭銜與韋拉斯科相似（「潘普洛納領主」）。他的國家游走於穆斯林與基督徒之間，以維持獨立來對抗外來的勢力。

## 叛變與死亡
在840年伊尼戈的國家被薩拉戈薩瓦利阿卜杜·阿拉·伊本·庫拉伊卜（Abd Allah ibn Kulayb）攻擊，導致他同母異父的兄弟穆薩·伊本·穆薩掀起叛亂。 伊尼戈的兒子加西亞與伊尼戈的戰士兄弟弗頓·伊尼格斯（阿拉伯语：‎，Fortūn ibn Wannaqo，他也是穆薩同母異父的兄弟）一同擔任留守，他們三人皆加入穆薩來向科尔多瓦埃米爾國發起叛亂。科尔多瓦埃米爾阿卜杜拉赫曼二世在之後的幾年發動報復性的戰爭。在843年的戰役，弗頓·伊尼格斯被殺，並且穆薩失去他的戰馬而被迫徒步逃離戰場，另外伊尼戈與他的兒子加林多（Galindo）帶著若干貴族負傷逃離，最重要的是韋拉斯科·加爾塞斯（Velasco Garcés）倒戈加入阿卜杜·拉赫曼。隔一年，伊尼戈的兒子加林多與穆薩的兒子盧卜·伊本·穆薩（Lubb ibn Musa）加入科尔多瓦，於是穆薩被迫臣服。隨著845年的一場短暫戰爭的結束，雙方大致上談成停戰。 在850年，穆薩在潘普洛納的支持下，再次發起叛亂， 並且“因杜奥”（Induo，被認為是伊尼戈的）及“米蒂奥”（Mitio，代表「納瓦拉人的公爵」）使節， 來到法國的宮廷。伊尼戈死於穆斯林紀年237A.H.，即為851年末或852年初，並由他的兒子加西亞·伊尼格斯繼承。

## 莱雷，納瓦拉的大修道院
在伊尼戈的在世期間，來自科尔多瓦的牧師埃烏羅尤烏斯在納瓦拉地區停留（848年），並且被證明興建了數間遍布納瓦拉地區的修道院。在一封寫給维列辛德（Willesind）的信裡，埃烏羅尤烏斯不只提到巴斯克的領導人是一位基督教的第一公民（christicola princeps），他還寫到三間離潘普洛納不遠的修道院名稱：西雷薩（Siresa）、聖薩查里亞斯（St. Zacharias）與莱雷。指標性的莱雷修道院，建立於9世紀 並且後來宣稱是由潘普洛納國王所興建，國王授予土地與屋舍來栽培修道院的興建。一份修道院內檔案庫的文件顯示出在842年，伊尼戈將耶薩（Yesa）的城鎮及土地賜與莱雷（「Ego rex Eneco concedo...」），雖然此文件記錄這個捐贈的真偽是受到爭議的。伊尼戈則被報告在他死於851／852年後埋葬於此修道院。

## 血統及家庭連結
伊尼戈妻子（們）的姓名沒有被記錄於當代的文獻中，雖然數世紀後的資料指出她的名字為托達（Toda）或歐內卡（Oneca）。 也有關於她來歷的學術性辯論，一些人假設她是潘普洛納領主，韋拉斯科（846年被殺）的女兒，另一些人說她是阿斯納·加林德斯一世的親戚。 伊尼戈是下列以知子女的父親：
- 亞索娜·伊尼格斯（Assona Íñiguez），她嫁給她父親同母異父的兄弟，圖德拉與韋斯卡領主，穆薩·伊本·穆薩·伊本·弗頓·伊本·卡希（Musa ibn Musa ibn Fortun ibn Qasi）。
- 加西亞·伊尼格斯，留守，並且之後繼承伊尼戈為「國王」。
- 加林多·伊尼格斯（Galindo Íñiguez），作為科尔多瓦的埃烏羅尤烏斯的朋友而逃到科尔多瓦。860年的韋斯卡“阿米爾”（Amil），在870年被暗殺的穆薩·伊本·加林德，似乎是他的兒子。[15]
- 一個女兒，亞拉岡伯爵壞心的加西亞（英语：García Galíndez）的妻子。

## 歷史遺產
伊尼戈建立的王朝統治了將80年，在905年被一個競爭的家族取代。然而，由於通婚的緣故，後世的納瓦拉國王皆是伊尼戈的後裔，而一些文獻甚至錯誤將這些後世國王記載成伊尼戈的直系男性家族線後代。伊尼戈被視為納瓦拉國家的的建立者。

### 資料來源
- Barrau-Dihigo, Louis. "Les origines du royaume de Navarre d'apres une théorie récente." Revue Hispanique. 7: 141–222 (1900).
- Caro Baroja, Julio. Sondeos históricos. Txertoa, 1978.
- de la Granja, Fernando. "La Marca Superior en la obra de Al-'Udri". Estudios de Edad Media de la Corona de Aragon. 8:447–545 (1967).
- Lacarra de Miguel, José María. "Textos navarros del Códice de Roda". Estudios de Edad Media de la Corona de Aragon. 1:194–283 (1945).
- Lévi-Provençal, Évariste. "Du nouveau sur le Royaume de Pampelune au IXe Siècle". Bulletin Hispanique. 55:5–22 (1953).
- Lévi-Provençal, Évariste and[Emilio García Gómez. "Textos inéditos del Muqtabis de Ibn Hayyan sobre los orígines del Reino de Pamplona". Al-Andalus. 19:295–315 (1954).
- Mello Vaz de São Payo, Luiz. "A Ascendência de D. Afonso Henriques". Raízes & Memórias 6:23–57 (1990).
- Pérez de Urbel, Justo. "Lo viejo y lo nuevo sobre el origin del Reino de Pamplona". Al-Andalus. 19:1–42 (1954).
- Sánchez Albornoz, Claudio. "La Epistola de S. Eulogio y el Muqtabis de Ibn Hayan". Princípe de Viana. 19:265-66 (1958).
- Sánchez Albornoz, Claudio. "Problemas de la historia Navarra del siglo IX". Princípe de Viana, 20:5–62 (1959).
- Settipani, Christian. La Noblesse du Midi Carolingien, Occasional Publiucations of the Unit for Prosopographical Research, Vol. 5. (2004).
- Stasser, Thierry. "Consanguinity et Alliances Dynastiques en Espagne au Haut Moyen Age: La Politique Matrimoniale de la Reinne Tota de Navarre". Hidalguia. No. 277: 811–39 (1999).

| 伊尼戈·阿里斯塔 (潘普洛納) 阿里斯塔－伊尼戈王朝出生于：约790年逝世於：851年 | 伊尼戈·阿里斯塔 (潘普洛納) 阿里斯塔－伊尼戈王朝出生于：约790年逝世於：851年 | 伊尼戈·阿里斯塔 (潘普洛納) 阿里斯塔－伊尼戈王朝出生于：约790年逝世於：851年 |
| 統治者頭銜                                                                  | 統治者頭銜                                                                  | 統治者頭銜                                                                  |
| --------------------------------------------------------------------------- | --------------------------------------------------------------------------- | --------------------------------------------------------------------------- |
| 新頭銜                                                                      | 潘普洛納國王 824年–851年/852年                                              | 繼任者： 加西亞·伊尼格斯                                                    |